# Calè
Calè (en llatí: Calenus) fou un cognom de l'antiga Roma portat per personatges que pertanyien a diverses famílies, i particularment la gens Fúfia. Es tracta d'un gentilici de la ciutat de Cales, a la Campània, bé fent referència a l'origen d'un avantpassat, bé a les seves gestes militars.
Fou portat pels personatges següents:
- Olè Calè (llatí: Olenus Calenus), endeví etrusc del temps de Tarquini el Superb
- Marc Atili Règul, cònsol el 335 aC, anomenat Calè per la seva conquesta de Cales juntament amb Marc Valeri Corvus
- Quint Fufi Calè, terratinent romà, oposat a les reformes dels Gracs
- Quint Fufi Calè, cònsol el 47 aC, fill de l'anterior
- Luci Fufi Calè, testimoni en el judici contra Verres; fill de l'anterior
- Siti Calè, proscrit pels triumvirs el 43 aC[1]
- Juli Calè, tribú de l'exèrcit de Vitel·li pertanyent a la tribu dels edus
- Calè, pintor d'època imperial[2]